# Отделения «Сельхозтехника»
Отделе́ния «Сельхозте́хника» — село в Новолакском районе Дагестана России. Входит в состав Новомехельтинского сельсовета.

## География
Село находится на федеральной автотрассе Р217 «Кавказ» на расстоянии 14 км к северу от села Новолакское, административного центра района.

## История
Село образовано на базе Новолакской РТС.

## Население
| 1970 | 1989 | 2002 | 2010 | 2021 |
| ---- | ---- | ---- | ---- | ---- |
| 60   | ↗155 | ↗307 | ↘0   | →0   |

### Национальный состав
Согласно результатам переписи 2002 года, в национальной структуре населения аварцы составляли 78 %.